# سامپک
شهر سامپک  در بخش سورسه در ایالت لوسرن در کشور سوئیس واقع شده‌است که ۳٬۶۰۰ نفر  جمعیت دارد.